# 大木惇夫
大木 惇夫（おおき あつお、1895年〈明治28年〉4月18日 - 1977年〈昭和52年〉7月19日）は日本の詩人・翻訳者・作詞家。本名は軍一（ぐんいち）。1932年までは篤夫（あつお）と名乗っていた。太平洋戦争（大東亜戦争）中の戦争詩で有名だが、児童文学作品他、「国境の町」などの歌謡曲、「大地讃頌」をはじめとした合唱曲、軍歌(戦時歌謡)、社歌、校歌、自治体歌の作詞も多い。1967年紫綬褒章、1972年勲四等旭日小綬章。

## 経歴

### 出生から少年時代
広島県広島市天満町（現在の西区天満町）出身。生家は裕福な呉服商であったが、彼が物心付く頃には没落しており、貧しい暮らしの中で育った。少年時代に『アラビアン・ナイト』や巖谷小波の『世界お伽噺』を読み、文学者を志す。広島商業学校（現、広島県立広島商業高等学校）の学生時代に世界の文学に親しむと共に、与謝野晶子、吉井勇や若山牧水の影響を受けて短歌を創作する。その後、三木露風や北原白秋の詩を知り、特に白秋に深い感銘を受ける。広商時代に同級生に岸田正記がいる。

### 文壇に出た頃
学校卒業後、三十四銀行（現三菱UFJ銀行の前身の一つ）広島支店に就職するが、文学に対する志望が強く、20歳の時に上京。『ニコニコ』編集部を経て博文館に入社。働きながら、文学活動を行う。この時期に書いた小説が大阪朝日新聞の懸賞に当選している。また、キリスト教の受洗をしている。
その後、同棲している女性の肺結核の療養のため、博文館を辞めて小田原に引っ越し、文筆活動に専念する。これがきっかけで、当時小田原に在住していた憧れの人である北原白秋の知遇を得る。1922年（大正11年）白秋と山田耕筰が編集する『詩と音楽』創刊号に初めて詩を発表した。
1924年（大正14年）にはジョバンニ・パピーニ『基督の生涯』の翻訳をアルスから出版し、ベストセラーになると共に、処女詩集『風・光・木の葉』を白秋の序文付で同じくアルスから出版した。1928年、訳詩集『近代佛蘭西詩集』をアルスから刊行（ただし親友平野威馬雄によるとこの翻訳は平野の仕事であり、フランス語のできない大木のために訳稿をプレゼントしたものであるという）。その後も、一貫して詩人として白秋と行動を共にした。
1930年代後半から歌謡曲の作詞も手がけ東海林太郎の「国境の町」は一世を風靡した。ほかに「夜明けの唄」、「隣の八重ちゃん」、『八丈舟唄』、「港の恋唄」、「俺は船のり」、「雪のふるさと」など、スコットランド民謡、「麦畑（誰かが誰かと）」（伊藤武雄共訳）他の訳詞の他、軍歌、社歌あるいは山田とのコンビで校歌も多数残している。

### 戦中期
1941年（昭和16年）太平洋戦争（大東亜戦争）が始まると徴用を受け、海軍の宣伝班の一員としてジャワ作戦に配属された。バンダム湾敵前上陸の際には乗っていた船（佐倉丸）が味方の船の誤射により沈没したため、同行の大宅壮一や横山隆一と共に海に飛び込み漂流するという経験もしている。
この際の経験を基に作られた詩を集めて、ジャカルタで現地出版された詩集『海原にありて歌へる』（1942年（昭和17年）アジアラヤ出版部刊、題字：今村均（中将）、序文：町田敬二（中佐、爪哇（ジャワ）派遣軍宣伝報道部長）、跋文：浅野晃、富沢有為男、大宅壮一）に日本の戦争文学の最高峰ともいわれる『戦友別盃の歌-南支那海の船上にて。』（「言ふなかれ、君よ、別れを、世の常を、また生き死にを、-」）が掲載されている。この作品は前線の将兵に愛誦された。
この詩集で日本文学報国会の大東亜文学賞を受賞すると、作品の依頼が殺到した。この国家的要請に対し、大木は誠実に応じ、詩集『豊旗雲』『神々のあけぼの』『雲と椰子』や従軍記、映画向けの作詞、各新聞社が国威発揚のために作成した歌曲の作詞等を行った。その一方で序文以外にはほとんど戦争色の感じられぬ詩集『日本の花』も編集している。
しかし、戦争末期には過労が祟って身体、精神共に不調となり、福島県に疎開して終戦を迎えることになる。

### 戦後の不遇
戦後は戦時中の愛国詩などによって非難を浴び、一転して戦争協力者として文壇から疎外される。戦争中、大木をもてはやした文学者やマスコミは彼を徹底的に無視し、窮迫と沈黙の日が続いた。そのため、戦後は一部の出版社から作品を出版しながら、校歌の作詞等をして生涯を過ごした。
ただ、石垣りんの項目にあるように、新日本文学会の重鎮のひとりであった壺井繁治とともに、銀行員の詩集の選者をつとめているということもあるので、戦後の活動の全体像についてはなおも検証が必要である。墓所は港区の安養院。

## その他
- コラムニストの山本夏彦は戦後、電車の中で見かけた大木が余りに不遇な様子なので、山本が編集する雑誌に原稿を依頼したという。
- 合唱曲で人気の高い「大地讃頌」は大木惇夫の詩である。この曲を含むカンタータ『土の歌』（第一楽章「農夫と土」、第二楽章「祖国の土」、第三楽章「死の灰」、第四楽章「もぐらもち」、第五楽章「天地の怒り」、第六楽章「地上の祈り」、第七楽章「大地讃頌」）は、反戦・平和の色が濃い歌詞となっている。
- 大木は会話中に意見が合うと喜びのあまりに相手に抱きつき、人の顔を犬のようにペロペロとなめる癖があった。「大地讃頌」作曲者の佐藤眞も「もう何回なめられたか分からない」と語っている。
- 俳優の森繁久彌は、大木の「戦友別盃の歌」をいたく気に入っており（全文暗誦できる）、幾度か自身のアルバムに吹き込んでいる。その影響から演出家の久世光彦も気に入り、この詩を使ったドラマ（「言うなかれ、君よ、別れを」1996年・TBS）を製作している。
- 元武蔵工業大学教授・原子力研究所所長 大木新彦は長男、北九州市立松本清張記念館館長・藤井康栄、中央公論社『海』の元編集長でエッセイストの宮田毬栄、俳人の大木あまりは実娘。

## 主要著書
※は「大木篤夫」の名前で発表したもの。

### 詩集・歌謡集
- 『風・光・木の葉』※アルス、1925
- 『秋に見る夢』※アルス、1926
- 『危険信号』※アルス、1930
- 『大木篤夫抒情詩集』博文館 1931
- 『カミツレ之花 抒情詩集』鬼工社 1934
- 『国境の町（詩謡集）』学芸社 1936
- 『冬刻詩集』草木屋出版部(100部限定版) 1938
- 『銃後歌謡集』巧芸社 1941
- 『海原にありて歌へる　大東亞戰爭詩集』アジヤラヤ出版部 1942
- 『神々のあけぼの 大東亞戰爭頌詩集』時代社 1944
- 『豊旗雲 大東亜戦争頌詩集』鮎書房 1944
- 『雲と椰子 大東亜戦争詩集』北原出版 1945
- 『山の消息』健文社 1946
- 『詩集 風の使者』酣灯社 1947
- 『冬刻詩集』靖文社 1948
- 『失意の虹』南北社 1965
- 『詩集殉愛 慶子よおまえを歌った』神無書房 1965

### 評論
- 『詩の作法講義』万昇堂、1935
- 『令女文学読本』日本書荘 1937
- 『詩の作法と鑑賞の仕方』金園社 実用百科選書 1955
- 『詩の作り方と鑑賞』金園社 1967
- 『酒の詩歌十二ケ月』編著 経済往来社 1957

### 評伝・伝記
- 『天馬のなげき――北原白秋伝』婦人画報社 1951
- 『キリスト』講談社 世界伝記全集 1955 のち『詩伝キリスト』
- 『ジャンヌ・ダルク 国をすくった少女』芝美千世絵 日本書房 学級文庫 1955
- 『薬の中に生きる男 上野十蔵伝』沙羅双樹共著 オリオン社出版部 1958

### 小説
- 『処女戦線』日本書荘 1937
- 『緑地ありや 愛と死の記録』大日本雄弁会講談社 1957

### 児童読物
- 『椰子・りす・ジャワの子 大東亜戦争に往きて』南政善絵 南北社 少国民の本 1943
- 『真珠の母』門脇卓一絵 ポプラ社 1949
- 『月影哀し』蕗谷虹児等絵 ポプラ社 1953
- 『月の物語』大石哲路絵 ポプラ社 1954
- 『羊かいの少女』森田元子絵 同和春秋社 世界名作童話 1954

### 翻訳・再話
- ジヨバンニ・パピニ『基督の生涯』アルス 1924
- 『近代仏蘭西詩集』大木篤夫訳 アルス 1928
- 『西洋冒険小説集』大木篤夫訳 武井武雄絵 アルス 日本児童文庫 1929 - アーサー・コナン・ドイル『ゼラールの冒険』、ミゲル・デ・セルバンテス『ドン・キホーテの冒険』、ロバート・ルイス・スティーヴンソン『フロリゼル殿下の冒険』、ヘンリー・ライダー・ハガード『寶洞探検記』、ダニエル・デフォー『ロビンスン・クルーソオ漂流記』
- アミーチス原作『愛の学校物語』大木篤夫訳 武井武雄絵 アルス 日本児童文庫 1930
  - 『クオレ 愛の学校』春陽堂 少年文庫 1932
- ゴロオー『赤襯衣物語 他二篇』大木篤夫訳　世界大衆文学全集 改造社　1930
- クラスノフ『双頭の鷲より赤旗へ 上巻』大木篤夫訳 アルス 1930
- マルゲリット『恋愛無政府』大木篤夫訳 アルス 1930
- L.ストッダァド『幸福の道へ』大木篤夫訳 アルス 1931
- A.L.ストロング『サマルカンドの赤い星 中央亜細亜黎明紀行』大木篤夫訳 博文館 最新世界紀行叢書 1931
- C.ウエルズ『赤道直下の寒帯 亜弗利加ムーン山探検記』大木篤夫訳 博文館 最新世界紀行叢書 1931
- 『千夜一夜詩集 アラビアン・ナイトより』大木篤夫訳 春陽堂 1931。集英社 1968
- W.B.シーブルック『千夜一夜の国へ 亜刺比亜内地獵奇紀行』大木篤夫訳 博文館 最新世界紀行叢書 1931
- J.B.L.ノエル『西蔵を越えて聖峯へ エヴエレスト冒険登攀記』大木篤夫訳 博文館 最新世界紀行叢書 1931
- 『W.L.パックスリ『マヤの魔術国 中央亜米利加原始境風物記』大木篤夫訳 博文館 最新世界紀行叢書 1931
- 『ミエバウノヒヨッコ スペインノオハナシ』大木篤夫著 吉見享二絵 采文閣 絵噺世界幼年叢書 1931
- A.E.リリアス『南支那海の彩帆隊 南支那海賊船同乗航行記』大木篤夫訳 博文館 最新世界紀行叢書 1931
- エクトル・マアロオ『海の子ロニイ』童話春秋社 1940
- ジヨバンニ・パピニ『ゴグの手記』アルス 1941
- 『ハイネ詩集』世界社 1949
- ホーマー『オデッセイ物語』土村正寿絵 童話春秋社 少年少女世界名作文庫 1950
- 『外国文学読本 [第3] 第1 (高等学校篇 第1)』訳編 光学館 1950
- 『千夜一夜詩集』酣灯社 詩人全書 1951
- 『ハイネ抒情詩抄』元々社 民族教養新書 1954
- 『ふしぎな桜ん坊』訳編 森田元子絵 同和春秋社 世界名作童話 1954
- ホーマー『オデュッセウス物語』土村正寿絵 童話春秋社 少年少女世界名作文庫 1955
- 『世界名詩選』訳編 金園社 1955
- ライダー・ハッガード『ソロモン王の宝窟・洞窟の女王』小山書店新社 1957
- キップリング『ゆうかんな船長』山中冬児絵 講談社 世界名作全集 1959
- 善導撰『和訳六時礼讃』和訳六時礼讃刊行会 1961
- ボアゴベー『鉄仮面』池田一雄絵 講談社 少年少女世界名作全集 1962

その他アンデルセン、スピリなど多数

## 作詞作品

### 歌謡曲
- 愛と祈り
- 明日の花
- 思い出の記
- 俺は船のり
- 心のふるさと
- コンロン越えて
- さすらいの湖畔
- 小曲
- 青年の歌
- 大地の春
- 地の上に花咲く限り
- 隣の八重ちゃん
- 南国の夜
- 野の羊
- 八丈舟唄
- 母のこゑ
- 春の悲歌
- 病熱
- 風光木の葉
- 弁天小僧
- 夜明けの唄
- 港の恋唄
- 雪のふるさと
- 夢のゆりかご

### 軍歌(戦時歌謡)
- 愛と祈り
- あの旗を撃て
- 海を征く歌
- 大空に起つ
- 國民歌山本元帥
- 三國旗かざして
- 小國民決意の歌
- 少年戦車兵
- 制空戦士
- 戦友別盃の歌
- なんだ空襲
- 勇士に捧ぐ

### 訳詞
- 麦畑（誰かが誰かと）スコットランド民謡（共訳：伊藤武雄）

### 合唱曲
- 秋の歌 - 昭和23年度全国児童唱歌コンクール（現 NHK全国学校音楽コンクール）課題曲
- 希望の歌 - 昭和24年度全国唱歌ラジオコンクール（現 NHK全国学校音楽コンクール）中学校の部課題曲
- 天地賛頌 - 昭和25年度全国唱歌ラジオコンクール中学校の部課題曲
- 心の種子 - 昭和26年度全国唱歌ラジオコンクール中学校の部課題曲
- 春秋の歌 - 昭和30年度全国唱歌ラジオコンクール高等学校の部課題曲
- 交声曲「平和への祈り」 (深井史郎作曲) 1949[2][3]
- 混声合唱とオーケストラのためのカンタータ「土の歌」 (佐藤眞作曲) 1962

### 社歌
- 塩野義製薬
- 東武鉄道
- 日産自動車
- 日本通運
- 日立製作所
- ミツトヨ

### 校歌
- 大谷中学校・高等学校（京都府）
- 学校法人安城学園歌（愛知学泉大学・愛知学泉短期大学）
- 淑徳短期大学
- 聖路加看護大学
- 相愛大学
- 広島経済大学
- 横浜商科大学
- 愛と祈り
- 荒砥高校
- 大船渡高校
- 金沢高校
- 西湘高校
- 茅ヶ崎高校
- 刈谷北高校
- 巨摩高校
- 国分高校
- 薬園台高校
- 酒田東高校
- 佐倉高校
- 札幌北高校
- 鯖江高校
- 竹原高校
- 広島県立因島北高等学校[4]
- 千葉工業高校
- 佐野日大高校
- 土浦日大高校
- 栃木高校
- 宇都宮高校
- 豊田西高校
- 豊橋東高校
- 中之条高校
- 白鷗高校
- 日立一高
- 平塚学園
- 遊佐高校
- 横浜商科大学高等学校
- 高知県立清水高等学校
- 千葉県立佐原高等学校
- 静岡県伊東市立南中学校
- 新宿区立牛込第一中学校
- 品川区立浜川中学校
- 小金井市立小金井第一中学校
- 一関市立一関中学校
- 陸前高田市立広田中学校
- 新潟県上越市立城北中学校
- 銚子市立第四中学校
- 富山市立芝園中学校
- 東京学芸大学附属竹早中学校
- 平塚市立金旭中学校
- 平塚市立江陽中学校
- 習志野市立第一中学校
- いわき市立平第三中学校
- 東京都北区立赤羽小学校
- 池袋第一小学校
- 品川区立芳水小学校
- 大田区立梅田小学校
- 千葉本町小学校
- 中野区立江原小学校
- 豊島区立目白小学校
- 静岡県三島市立北小学校
- 学校法人仁川学院(幼稚園～高等学校)
- 上越教育大学附属中学校
- 大堀中学校（旧福島県双葉郡大堀村立大堀中学校）
- 藤枝市立岡部小学校
- 大網白里市立白里中学校

・山形県立酒田東高校

### 学園歌
- 立正大学

### 自治体歌
- 鎌倉市

### 応援歌
- 紅陵の精鋭（拓殖大学）

## 伝記
- 宮田毬栄『忘れられた詩人の伝記 父・大木惇夫の軌跡』中央公論新社、2015